# ITF Macon
Das ITF Macon (offiziell: Mercer Tennis Classic, vormals Tennis Classic of Macon sowie W.L. Amos Sr. Tennis Classic) ist ein Tennisturnier des ITF Women’s Circuit, das in Macon, Georgia, Vereinigte Staaten ausgetragen wird.

## Siegerliste

### Einzel
| Jahr                   | Siegerin                  | Finalgegnerin        | Ergebnis               |
| ---------------------- | ------------------------- | -------------------- | ---------------------- |
| ↓ Kategorie: $25.000 ↓ |                           |                      |                        |
| 2013                   | Anna Tatischwili          | Ajla Tomljanović     | 6:2, 1:6, 7:5          |
| ↓ Kategorie: $50.000 ↓ |                           |                      |                        |
| 2014                   | Kateryna Bondarenko       | Grace Min            | 6:4, 7:5               |
| 2015                   | Rebecca Peterson          | Anna Tatischwili     | 6:3, 4:6, 6:1          |
| 2016                   | Kayla Day                 | Danielle Collins     | 6:1, 6:3               |
| ↓ Kategorie: $80.000 ↓ |                           |                      |                        |
| 2017                   | Anna Karolína Schmiedlová | Victoria Duval       | 6:4, 6:1               |
| 2018                   | Varvara Lepchenko         | Verónica Cepede Royg | 6:4, 6:4               |
| ↓ Kategorie: W80 ↓     |                           |                      |                        |
| 2019                   | Katerina Stewart          | Shelby Rogers        | 6:72, 6:3, 6:2         |
| 2020                   | Catherine Bellis          | Marta Kostjuk        | 6:4, 6:74, 0:0 Aufgabe |
| 2021                   | Madison Brengle           | Sarina Dijas         | 6:4, 4:6, 6:4          |
| 2022                   | Madison Brengle           | Panna Udvardy        | 6:3, 6:1               |
| 2023                   | Taylor Townsend           | Panna Udvardy        | 6:3, 6:4               |
| ↓ Kategorie: W100 ↓    |                           |                      |                        |
| 2024                   | Anna Blinkowa             | Ann Li               | 2:6, 6:2, 7:64         |

### Doppel
| Jahr                   | Siegerinnen                             | Finalgegnerinnen                          | Ergebnis          |
| ---------------------- | --------------------------------------- | ----------------------------------------- | ----------------- |
| ↓ Kategorie: $25.000 ↓ |                                         |                                           |                   |
| 2013                   | Kristi Boxx Abigail Guthrie             | Emily Harman Elizabeth Lumpkin            | 3:6, 7:64, [10:4] |
| ↓ Kategorie: $50.000 ↓ |                                         |                                           |                   |
| 2014                   | Madison Brengle Alexa Glatch            | Anna Tatischwili Ashley Weinhold          | 6:0, 7:5          |
| 2015                   | Jan Abaza Viktorija Golubic             | Paula Cristina Gonçalves Sanaz Marand     | 7:63, 7:5         |
| 2016                   | Michaëlla Krajicek Taylor Townsend      | Sabrina Santamaria Keri Wong              | 3:6, 6:2, [10:6]  |
| ↓ Kategorie: $80.000 ↓ |                                         |                                           |                   |
| 2017                   | Kaitlyn Christian Sabrina Santamaria    | Paula Cristina Gonçalves Sanaz Marand     | 6:1, 6:0          |
| 2018                   | Caty McNally Jessica Pegula             | Anna Danilina Ingrid Neel                 | 6:1, 5:7, [11:9]  |
| ↓ Kategorie: W80 ↓     |                                         |                                           |                   |
| 2019                   | Usue Maitane Arconada Caroline Dolehide | Jaimee Fourlis Valentini Grammatikopoulou | 6:72, 6:2, [10:8] |
| 2020                   | Magdalena Fręch Katarzyna Kawa          | Francesca Di Lorenzo Jamie Loeb           | 7:5, 6:1          |
| 2021                   | Quinn Gleason Catherine Harrison        | Alycia Parks Alana Smith                  | 6:2, 6:2          |
| 2022                   | Anna Rogers Christina Rosca             | Madison Brengle Maria Mateas              | 6:4, 6:4          |
| 2023                   | Jana Kaladsinskaja Tatjana Prosorowa    | Sofia Sewing Anastassija Tichonowa        | 6:3, 6:4          |
| ↓ Kategorie: W100 ↓    |                                         |                                           |                   |
| 2024                   | Sophie Chang Katarzyna Kawa             | Ingrid Gamarra Martins Quinn Gleason      | 7:5, 6:4          |

## Quelle
- ITF Homepage